# 2015년 한·일 일본군 위안부 협상 타결

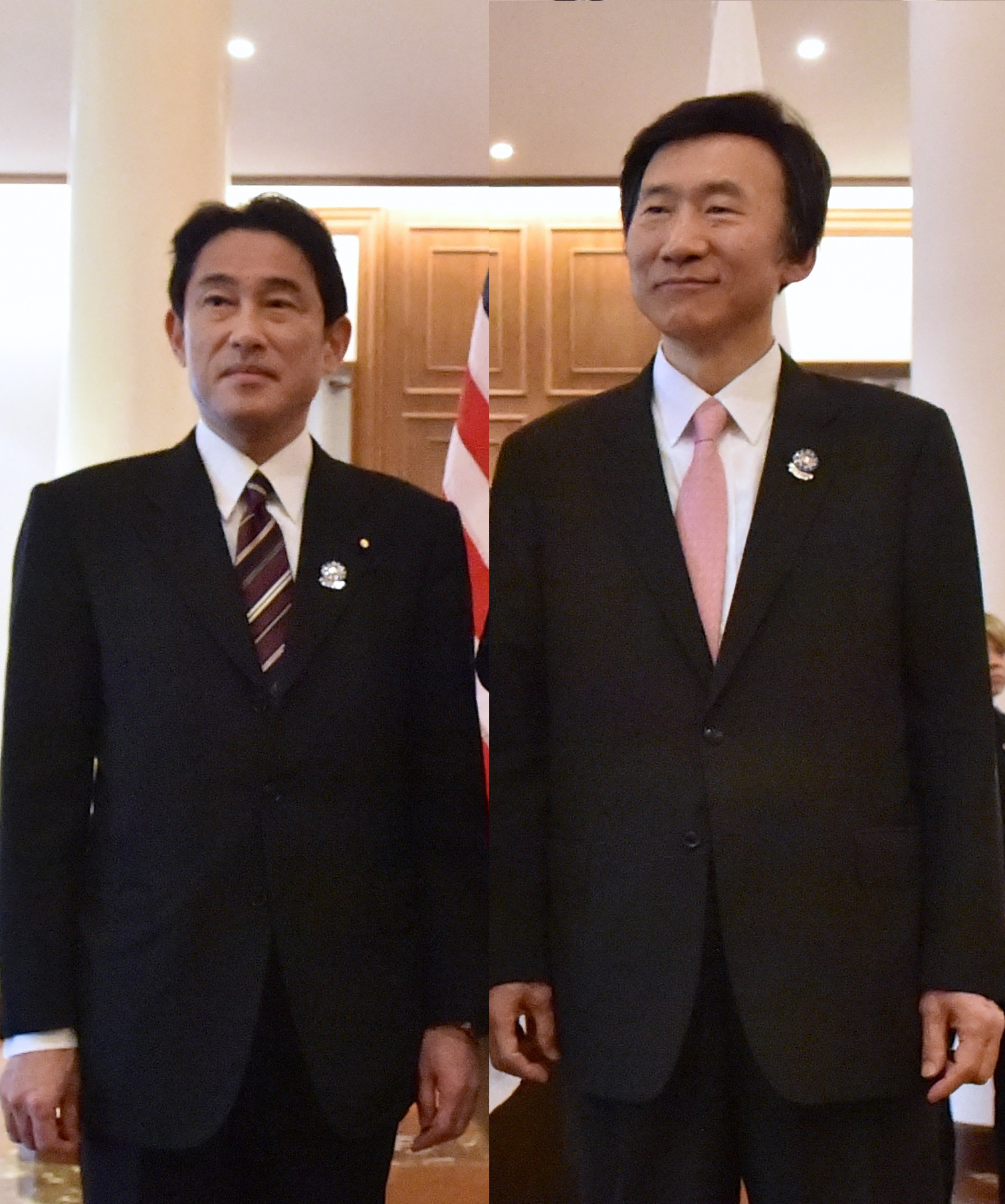
기시다 후미오 외무상과 윤병세 외교부장관

2015년 한·일 일본군 위안부 협상 타결(2015年韓·日日本軍慰安婦協商妥結)은 2015년 12월 28일, 박근혜 정부가 일본군 위안부 문제를 일본과 협상, 타결하여 최종적 종결을 약속한 사건을 말한다. 아베 신조 내각총리대신은 고노 담화에서 진일보한 내용과 서면으로 총리 대신의 자격으로 위안부 피해자들에게 사죄와 반성을 표한다고 밝혔다.

## 한일 외교장관회담 공동기자회견문 전문
또한, 이날 박근혜 정부와 아베 신조 일본 정부는 12월 28일 한-일 외교장관 회담을 열고 일본군 위안부 피해자 문제의 해결 방안에 합의했으며, 윤병세 대한민국 외교부 장관과 기시다 후미오 일본 외무대신은, 12월 28일 오후에 서울특별시 세종로 정부서울청사별관에서 외교장관 회담을 연 뒤 공동기자회견을 통해 위 합의사항을 발표하였다.

### 한국어
| “ | 1. 일본측 표명사항 일-한간 위안부 문제에 대해서는 지금까지 양국 국장급 협의 등을 통해 집중적으로 협의해 왔음. 그 결과에 기초하여 일본 정부로서 이하를 표명함. 1) 위안부 문제는 당시 군의 관여 하에 다수의 여성의 명예와 존엄에 깊은 상처를 입힌 문제로서, 이러한 관점에서 일본 정부는 책임 통감함. 아베 내각 총리대신은 일본국 내각 총리대신으로서 다시 한번 위안부로서 많은 고통을 겪고 심신에 걸쳐 치유하기 어려운 상처를 입은 모든 분들에 대해 마음으로부터 사죄와 반성의 마음을 표명함. 2) 일본 정부는 지금까지도 본 문제에 진지하게 임해 왔으며, 그러한 경험에 기초하여 이번에 일본 정부의 예산에 의해 모든 전(前) 위안부 분들의 마음의 상처를 치유하는 조치를 모색함. 구체적으로는, 한국 정부가 전(前) 위안부 분들의 지원을 목적으로 하는 재단을 설립하고, 이에 일본 정부 예산으로 자금을 일괄 거출하고, 일-한 양국 정부가 협력하여 모든 전(前) 위안부 분들의 명예와 존엄의 회복 및 마음의 상처 치유를 위한 사업을 행하기로 함. 3) 일본 정부는 상기를 표명함과 함께, 상기 2)의 조치를 착실히 실시한다는 것을 전제로, 이번 발표를 통해 동 문제가 최종적 및 불가역적으로 해결될 것임을 확인함. 또한, 일본 정부는 한국 정부와 함께 향후 유엔 등 국제사회에서 동 문제에 대해 상호 비난·비판하는 것을 자제함. 2. 한국측 표명사항 한-일간 일본군위안부 피해자 문제에 대해서는 지금까지 양국 국장급 협의 등을 통해 집중적으로 협의를 해왔음. 그 결과에 기초하여 한국 정부로서 이하를 표명함. 1) 한국 정부는 일본 정부의 표명과 이번 발표에 이르기까지의 조치를 평가하고, 일본 정부가 상기 1. 2)에서 표명한 조치를 착실히 실시한다는 것을 전제로 이번 발표를 통해 일본 정부와 함께 이 문제가 최종적 및 불가역적으로 해결될 것임을 확인함. 한국 정부는 일본 정부가 실시하는 조치에 협력함. 2) 한국 정부는 일본 정부가 주한일본대사관 앞의 소녀상에 대해 공관의 안녕·위엄의 유지라는 관점에서 우려하고 있는 점을 인지하고, 한국 정부로서도 가능한 대응 방향에 대해 관련 단체와의 협의 등을 통해 적절히 해결되도록 노력함. 3) 한국 정부는 이번에 일본 정부가 표명한 조치가 착실히 실시된다는 것을 전제로 일본 정부와 함께 향후 유엔 등 국제사회에서 동 문제에 대해 상호 비난·비판을 자제함. | ” |

- 한일 외교장관회담 공동기자회견문 전문

### 일본어
| “ | 1 岸田外務大臣 日韓 間の慰安婦問題については、これまで、両国局長協議等において、集中的に協議を行ってきた。その結果に基づき、日本政府として、以下を申し述べます (1) 慰安婦問題は、当時の軍の関与の下に、多数の女性の名誉と尊厳を深く傷つけた問題であり、かかる観点から、日本政府は責任を痛感している 。 安倍（晋三）内閣総理大臣は、日本国の内閣総理大臣として改めて、慰安婦として数多の苦痛を経験され、心身にわたり癒しがたい傷を負われた全ての方々に対し、心からおわびと反省の気持ちを表明する。 (2) 日本政府は、これまでも本問題に真摯に取り組んできたところ、その経験に立って、今般、日本政府の予算により、全ての元慰安婦の方々の心の傷を癒す措置を講じる。具体的には、韓国政府が、元慰安婦の方々の支援を目的とした財団を設立し、これに日本政府の予算で資金を一括で拠出し、日韓両政府が協力し、全ての元慰安婦の方々の名誉と尊厳の回復、心を傷の癒しのための事業を行うこととする。 (3) 日本政府は上記を表明するとともに、上記(2)の措置を着実に実施するとの前提で、今回の発表により、この問題が最終的かつ不可逆的に解決されることを確認する。あわせて、日本政府は、韓国政府と共に、今後、国連等国際社会において、本問題について互いに非難・批判することは控える。 2 尹（ユン）外交部長官 韓日間の日本軍慰安婦被害者問題については、これまで、両国局長協議等において、集中的に協議を行ってきた。その結果に基づき、韓国政府として、以下を申し述べる。 (1) 韓国政府は、日本政府の表明と今回の発表に至るまでの取組を評価し、日本政府が上記 1.(2)で表明した措置が着実に実施されるとの前提で、今回の発表により、日本政府と共に、この問題が最終的かつ不可逆的に解決されることを確認する。韓国政府は、日本政府の実施する措置に協力する。 (2) 韓国政府は、日本政府が在韓国日本大使館前の少女像に対し、公館の安寧・威厳の維持の観点から懸念していることを認知し、韓国政府としても、可能な対応方向について関連団体との協議を行う等を通じて、適切に解決されるよう努力する。 (3) 韓国政府は、今般日本政府の表明した措置が着実に実施されるとの前提で、日本政府と共に、今後、国連等国際社会において、本問題について互いに非難・批判することは控える | ” |

- (일본어) 한일 외교장관회담 공동기자회견문 전문

## 외부 반응 및 논란

#### 피해자 할머니
- 나눔의 집 위안부 할머니들은 "만족하진 않치만 정부 하는 대로 따를 것"이라는 반응이었고 정대협 할머니들은 "전부 무시하겠다"는 반응이었다.[4]

- 정대협에서 올린 인터뷰에서 "우리들이 거지도 아니고 나라에서 생활비 대주고 하니까 먹고 사는 건 충분하다"며 "돈이 탐나서 싸우는 건 절대 아니다"고 밝혔다.

- 2015년 12월 31일, 아베 신조 총리가 사과를 하지 못한다면 천황이 사과 하라는 발언을 하기도 하였다.[5]

- 한일양국의 최종 합의에 대해 위안부 피해자 할머니 사이에서는 반응이 엇갈렸다.[6]

- 2016년 12월 23일, 기부금은 한국 정부에 의해 설립 된 '화해 · 치유 재단 "에 의해 위안부로 현금 지급되며, 생존 위안부 중 46 명 중 36 명이 수신을 하고있다. 사망 한 위안부에 대해 35 명의 유족이 인수를 표명하고있다.[7]

#### 정치권
- 한국 정부는 2014년 1월에 피해자 추모사업 등을 담당할 재단의 설립을 확정하였고 포스코는 2014년 1월에 3년에 걸쳐 100억 원을 이 재단에 출연하겠다고 발표했다.[8] 2012년 국회는 지난해 8월 여야 합의로 일제 징용 피해자를 지원하기 위한 ‘강제동원 피해자 지원특별법’을 제정하였고, 정부는 이 특별법에 따라 국무총리실 산하 ‘대일항쟁기 강제동원피해조사 및 국외강제동원 희생자 등 지원위원회에서 이를 위해 포스코 등 대기업에 재단의 출연을 요청하는 공문을 보낸 것으로 알려졌다.[9] 2012년 포스코가 일제강점기 강제징용 피해자들을 지원하기 위한 정부의 재단 건립에 2014년까지 순차적으로 100억원을 지원할 예정이라고 밝힌바 있다.[9]

- 논란의 중심에 선 청와대에서는, "소녀상 철거를 전제로 돈을 받았다는 등 사실과 전혀 다른 보도와 사회혼란을 야기시키는 유언비어는 위안부 문제에 또 다른 상처를 남게 하는 것", "지금부터 중요한 것은 일본군 위안부 피해자를 위한 재단을 조속히 설립해 피해자 할머니들의 명예와 존엄을 회복하고 삶의 터전을 일궈 드리는 구체적인 조치를 취하는 것"이라며 "그러나 지금 사실과 다른 유언비어들이 난무하고 있다", 그렇게 정부가 최선을 다한 결과에 대해 '무효'와 '수용 불가'만 주장한다면, 앞으로 어떤 정부도 이런 까다로운 문제에는 손을 놓게 될 것이며, 민간단체나 일부 반대하시는 분들이 주장하는 대로 합의를 이끌어 내는 것은 쉽지 않을 것", "이제 정부의 이런 합의를 수용하지 못하시고 어렵게 풀린 위안부 문제를 다시 원점으로 돌리고자 하신다면, 이 문제는 24년 전 원점으로 되돌아가게 되고 정부로서도 할머니들 살아생전에 더 이상 어떻게 해 볼 여지가 없게 될 것이란 점을 헤아려주시기 바란다", "이제 우리가 할 일은 더 이상 한일관계가 경색되지 않고 일본 정부가 과거사를 직시하고 착실하게 합의를 이행해 나가서 양국이 함께 미래로 나가는 중대한 계기가 될 수 있도록 하는 것" 이라면서 비판·강조 하였다.

- 여당인 새누리당은 “대한민국과 일본이 과거보다 진일보한 합의를 이뤄냈다.”라는 입장을 보였다.

- 새누리당 나경원 의원은 ‘위안부 타결, 아쉽지만 외교적으로 잘한 협상’이라고 발언을 했다.

- 제1야당인 더불어민주당은 “일본 정부는 모양새만 그럴듯하고, 실질적으로는 회피했다”라며 협상 결과에 실망하였다고 발표하였다. 문재인 대표는 위안부 협상은 국회의 동의를 받지 않았기 때문에 위안부협상 무효를 선언하였다. 이후 비판의 의미로 당명을 활용하여 "민족과 더불어 민주당"이라는 표어를 내건 현수막을 공개하였다.
- 정의당은 ‘민감한 외교 문제를 하루 빨리 털어버리려는 욕심이 부른 결과로 매우 졸속적이고 굴욕적인 합의’라고 협상 결과에 대하여 비난하였다.[11]
- 녹색당은 ‘피해자를 배제한 졸속 협상’이라고 협상 결과에 대하여 비난하는 논평을 게시하였다.[12]
- 노동당은 "'합의' 말고 진정한 사과와 국가적 법적 책임 이행을 하라!"는 논평을 게재하여, 정부의 행동을 이해할 수 없다는 입장을 밝혔다.[13]

#### 여론 조사

##### TNS 코리아
- SBS가 발표하고, 12월 30일 TNS코리아가 조사한 결과, 이번 한일 위안부 협상에 대해서, 다음과 같은 입장을 발표하였다.[14]

- 긍정: 53.3 %
- 부정: 40.4 %
- 의견 유보: 6.3 %
- 우위: 12.9 %
- 응답률: 12.9 %

##### 리얼 미터
- 2015년 12월 29일, MBN이 의뢰하고 리얼미터가 실시한 위안부 소녀상 이전 찬반 여론조사에서는 다음과 같은 결과가 나왔으며, 이념성향과 지지정당을 불문하고 반대 의견이 더 많았다.[15]

- 긍정: 43.2 %
- 부정: 50.7 %
- 의견 유보: 6.1 %
- 우위: 7.5 %
- 응답률: 4.5 %

##### 조원씨앤아이
- 2015년 12월 29일 ~ 12월 30일 조원씨앤아이가 실시한 위안부 소녀상 이전 찬반 여론조사에서는 다음과 같은 결과가 나왔다.[16]

- 긍정: 31.9 %
- 부정: 62.2 %
- 의견 유보: 5.8 %
- 우위: 30.3 %
- 응답률: 4.4 %

##### 중앙일보
- 2015년 12월 29일 ~ 12월 30일 중앙일보가 실시한 위안부 소녀상 이전 찬반 여론조사에서는 다음과 같은 결과가 나왔다.[17]

- 긍정: 35.6 %
- 부정: 53.7 %
- 의견 유보:
- 우위: 18.1 %
- 응답률: 22.8 %

##### 시민 단체
- 대한민국 엄마 부대는 "자신들의 가족도 강제 징용당했다, 일본과 아베를 용서해주자"[18] 라면서 기자회견을 열었으며, 엄마 부대의 대표는 "10억엔은 현재의 대한민국의 국력에선 별 의미가 없지만 사과를 통해서 대한민국이 더 나아갈 바탕이 될것" 이라면서, 딸이나 어머니가 그런 일이 있었더래도 자신의 입장에는 변화가 없을거라고 발언했다.[19]

- 2015년 12월 31일, 평화나비 네트워크 소속으로 알려진 대학생 30여명이 주한 일본대사관 내에서 기습 시위를 하다가 연행되는 일이 발생하기도 하였다.[20]또한 이 시위에 대한 진압 과정에서, 시위 진압 과정 도중 여학생의 속옷이 풀어졌다는 주장이 있었다.[21]

##### UN
반기문 유엔 사무총장은 위안부 협상에 대해 "한국과 일본의 관계를 개선하려는 박근혜 대통령과 아베 신조 일본 총리의 리더십과 비전을 높이 평가한다", "이번 합의로 두 나라의 관계가 더욱 개선되기를 희망한다" 면서 이번 위안부 합의에 대하여 높게 평가하기도 하였다.
이후 협상 내용을 긍정한게 아니라 협상 노력을 좋게 평가한 것이며 자신의 발언에 대해서 오해가 있었다고 하였다.

### 일본의 반응

#### 정치권
- 아베 신조 총리는 박근혜 대통령에게 전화로 "위안부 문제가 최종적 및 불가역적으로 해결된 것을 환영하고 싶다."라고 밝혔으며, 청구권을 포함한 법적 문제에 대해서는 1965년에 체결한 한일기본조약으로 이미 해결되었다는 기본 입장은 변함이 없다고 입장을 밝혔다.[26]

- 일본 민주당은, 이번 한일 위안부 문제 협상 타결에 대해서, "양국이 외교 노력을 통해 다가가 이번 합의에 이른 것은 매우 의미 깊다고 말하며 새로운 한일 관계의 발전과 더불어 기본 합의를 바탕으로 역사를 직시하고 한일관계를 더욱 더 유지한다" 고 공식 입장을 발표하였다.[27]

- 일본 공산당은, 당수 시이 가즈오의 담화를 통해서, "한일 양국 정부의 합의와 그에 대한 기초한 조치가 문제 해결을 위해 전진되었다" 고 평가하고 있으며, "'위안부'들에 대한 인간으로서의 명예와 존엄을 회복하고 문제의 전면적 해결로 이어질 수 있기를 바란다" 고 공식 입장을 발표하였다.[28]

#### 일본 국민
- 일본의 대표적 포털 사이트 야후! 재팬에서는 “아베 신조 내각에 실망했다.”, “도대체 무엇을 하는 것이냐.”, ‘사상 최악 매국노’ 등의 위안부 협상 타결에 대하여 강도 높은 비난이 이어지고 있기도 하다.[29] 일본 극우 성향의 커뮤니티 넷우익에서는 “바보같이 또 다시 돈을 뜯겼다.”라고 말하며 아베 신조 정권에 대해 맹렬한 비판을 가하고 있는 중이다. 일본 언론에서 예측한 1억 엔이 아닌 10배인 10억 엔을 지불해야 한다는 사실에 분노하고 있기도 하며, 또 매춘부한테 무슨 배상이냐며 위안부 피해자 할머니들을 모욕하기도 하였다. “아사히신문이 지불해라.”, “조센징은 돈 말고는 모른다.”라는 비난성 여론도 이어지고 있으며, 일본 외무성을 비난하고 국교를 단절하라는 극단적 주장까지 나오고 있다.

- 이번 합의에 대해서, 일본 내에서도 타결이라는 입장에서 더 이상 문제가 안 나오는 사항을 위해서 합의에 있는 '불가역적 해결'이 되기 위해 한국 여론을 이해하고 극우파의 비방이나 아베내각의 언행문제의 세심한 주의 등이 필요하다는 여론이 나오고 있기도 하다.[30][31]

### 해외 반응
- 미국 : 미국 국무부에서는 한일 위안부 합의는 TPP 타결에 준하는 중대한 합의라고 언급하였다.[32] 또한 미국 정부 내에서는 대한민국과 일본 간의 여러 가지 경제협력이 있으면서 중화인민공화국을 견제할 것을 기대하는 분위기이기도 하다.[33]미국에서의 미군 위안부 문제의 공론화에 대해 아주 많은 공을 들인 것으로 유명한 마이크 혼다 하원의원은 "이번 협상이 어느 정도 올바른 방향으로 나아간 이정표가 되었다" 고 하면서도 이번 합의에 더 이상 역사적 진실을 눈가림하지 않고 미래 세대에 제대로 교육하겠다는 일본의 약속이 없어 매우 실망했다고 평가하기도 하였다.[34][35]2021년 바이든 국무부는 위안부합의에 대해 “미국은 한일 양국의 2015년 위안부 합의를 포함해 건설적이고 생산적인 양자 관계를 형성할 수 있는 구체적인 노력을 환영한다”고 답했다.[36]

- 중화인민공화국: 중화인민공화국의 외교부는 “평화 발전의 길로 나아가길 바란다.”라는 본론적인 입장과 동시에, 일본에 대해 위안부 문제에 대한 책임있는 자세를 촉구하였다. 하지만 중화인민공화국 내부에서는, 그동안 지속되어 왔던 한·중간의 대일 역사공조에 금이 간 것 아닌가 하는 우려가 나오고 있으며, 특히 한·일관계가 가까워짐으로써 박근혜 정부 이후 발전하였던 관계가 다시 소원해질까 우려하고 있기도 하다. 또한 결정적으로, 중국의 위안부 관련 자료 유네스코 기록 유산 등재 과정에서 더 이상 대한민국과 공동전선을 펼치기 어려워짐에 따라 등재가 어려워지는 것 아니냐는 전망이 나오고 있기도 하다.[37]

- 중화민국: 중화민국 외교부는 이번 한일간의 일본군 위안부 협상 결과를 그대로 대만의 위안부 피해자들에게도 적용해야 한다고 밝혔다.[38] 또한 중화민국은 국가 배상만 포기한 것이므로, 피해자 개개인은 보상 받을 수 있다는 입장이기도 하다.

- 영국: 영국의 대표 언론 BBC는 ‘역사적 합의’라고 하였으며,[39] 영국의 중도좌파 성향의 신문사 가디언은 ‘한국 위안부 협정은 일본과 미국의 승리’라며 비판 입장을 내걸었다.[40]

- 북한: 조선민주주의인민공화국은 이번 일본군 위안부 협상 타결에 대해서 “굴욕적인 합의가 이루어진 데 대해 민족적 격분을 금치 못하고 있다.”라고 맹비난 하였다.[41]또한, 같은 날 재일본조선인총련합회 계열의 신문 <조선신보>에서는, "반도 (한반도)에는 북과 남이 있다", "북한측의 위안부 피해자를 일본측이 해결해야 한다" 고 주장하기도 하였다.[42]

- 필리핀 : 필리핀의 일본군 위안부 피해자 단체인 "릴라 필리피나" 의 레칠다 엑스트레마두라 사무총장은 12월 29일 필리핀 정부 도 일본에 위안부 문제를 제기해야 한다고 밝히기도 하였다.[43]

- 네덜란드 : 네덜란드의 위안부 피해자들도 아베 신조 총리에게 “우리에게도 동등한 사죄를 하라”고 촉구하였으며, 네덜란드 위안부 피해자 권익 단체인 ‘일본명예부채재단(Foundation of Japanese Honorary Debts)’은 “2차 세계대전 당시 약 400명의 네덜란드 국적 일제 위안부가 있었다”는 사실을 상기시키면서 이같이 밝혔다. 얀 판 바흐튼동크 단체 대표는 “네덜란드 피해 여성도 반드시 일본의 사죄를 받게 할 것” 이라고 강조하기도 하였다.[44]

#### 시위
- 정대협을 비롯한 여러 한인단체들이 연대하여 미국이나 유럽 각지에서, 위안부 합의에 대하여 반대 시위가 열렸다.[45]

## 협상 이후 일본의 위안부 부정행보
- 사쿠라다 요시타카 자유민주당 중의원 의원이 위안부 관련 망언을 하였다.[46]

- 2016년 1월 18일 아베 신조 내각총리대신은 강제연행을 부정했으며 또한 전쟁범죄임을 부정했다. 기시다 후미오 외무대신은 성노예임을 부정했다.[47]

- 우에다 기요시 사이타마현 지사는 위안부 관련 망언을 하였다.[48]

- 2016년 2월 16일 일본 정부가 유엔에 위안부를 부정하는 내용을 공식 제출하였다.[49]

- 일본 정부가 유엔에 최고위 관료 파견하여 위안부를 부정하였다.[50]

- 일본 교과서에서 위안부 동원의 강제성을 삭제하고 관련 내용이 대폭 축소되었다.[51]

- 자유민주당은 위안부 강제성 부인 연구기관 신설을 공약 했다.[52]

- 일본 정부는 위안부 기록물 유네스코 기록유산 등재를 적극 저지하겠다고 하였다.[53]

- 이나다 도모미 방위상은 위안부 강제성을 부정했다.[54]

- 일본 외무성 홈페이지는 일본어와 영어로 위안부 강제동원을 부정하였다.[55]

## 협상 이후 한국 정부의 행보
- 한일 정부 간 위안부 합의 문제와 관련, 돈을 받은 어용단체(엄마 부대 등)을 동원해 반(反)정부 여론을 잠재우려 시도한 정황이 박영수 특별검사팀에 포착됐다.[56]

- 미국 공화당의 일리애나올해 초 일본군 위안부 관련 조치를 준비하려고 했지만 주미 한국 대사관의 요청으로 없던 일이 되었다. "이해하지 못하겠다. 갑자기 한국 대사관에서 연락해왔다. 앞으로는 이런 것을 하지 말았으면 좋겠다"라고 했다. 로스레티넌 의원은 하지만 그럼에도 불구하고 위안부 문제는 보편적 인권과 관련된 문제이기 때문에 이 문제와 관련해 활동을 더 열심히 하겠다고 말한 것으로 전해졌다.[57]

- 한국 정부는 위안부 문제 심포지엄에서 기조 연설에 나선 교수를 막았다.[58]

- 정부가 지원해 온 각종 위안부 연구와 관련 자료가 사람들에게 밝혀지고 있다.[59]

- 2014년 5월부터 외교부와 여성가족부가 함께 추진해 5억 원가량 투입된 위안부 백서도 사장될 위기에 처했다[60]

- 위안부 기록물을 유네스코 세계기록유산으로 등재하려는 시도도 위기를 맞고 있다. 해당 등재사업은 애초 여성가족부 지원을 받아 추진돼 왔는데, 최근 등재사업팀의 사무실에 대해 철수 지시를 내렸다.[61]

- 합의 이후 외교부는 합의에 반대하는 할머니들에게 모든 연락을 끊었다. 또한 태도가 급변하여 해외로 방문한 할머니들을 홀대했다.[62]

- 위안부 관련 2017년 예산을 삭감하였다. 2016년 예산보다 31% 13억이나 큰폭으로 삭감되었다.[63]

- 위안부 관련 기록물의 유네스코 등재 추진 2017년 예산을 4억4천만원에서 0원으로 전액 삭감하였다.[64]

- 위안부 관련 기록물의 유네스코 등재 추진 2016년 예산의 집행을 중단하였다.[65]

- 재단 발족식이라고 설명하지 않고 "점심을 대접하고 싶다. 식사자리에 나와달라"라며 점심밥으로 위안부 할머니들을 동원하려고 하였다. 이에 "파렴치하다"는 반발이 나왔다.[66]

- 위안부 재단 발족식에 와야 돈이 나온다며 위안부 할머니들에게 참석을 요구했다. 이에 위안부 피해자가 일제시기에 강제연행되면서 '돈 벌게 해줄게 따라가자'라던 행위와 유사해 피해자의 가슴에 정부가 대못을 박는 것과 다름없다는 지적이 나왔다.[67]

- 박근혜 정부는 피해자들의 반대에도 불구하고 위안부 재단 설립을 강행했다.[68]

- 한국 정부의 '한일 일본군위안부 피해자 문제 합의 검토 태스크포스(TF)'는 합의 중의 비공개 부분까지 검토한 보고서의 2017년 12월 27일에 발표에서 피해자들이 한 명이라도 더 살아 있는 동안 문제를 풀어야 한다면서 협의에 임했지만 협의 과정에서 피해자들의 의견을 충분히 수렴하지 않은 채, 정부 입장을 위주로 합의를 매듭지었다고 지적했다.[69]

## 국제적 비판
- 히로카 쇼지 국제 앰네스티 동아시아 조사관은 “오늘의 합의로 일본군 성노예제로 인해 고통받은 수만 명의 여성들의 정의구현에 종지부를 찍어서는 안 된다. 할머니들은 협상테이블에서 배제되었다. 양국 정부의 이번 협상은 정의회복보다는 책임을 모면하기 위한 정치적 거래였다. 생존자들의 요구가 이번 협상으로 헐값에 매도되어서는 안 된다. 성노예제 생존자들이 그들에게 자행된 범죄에 대해 일본정부로부터 완전하고 전적인 사과를 받을 때까지 정의회복을 향한 싸움은 계속될 것이다.”라고 하였다.[70]

- 미국의 월간지 ‘카운터펀치’는 "위안부’ 피해자 배신한 한국 정부”라는 제목의 기사에서‘이보다 완전한 항복은 상상하기 어렵다’‘만약 이것이 사과라면 그래서 한국 정부가 피해보상 요구를 중단해야 한다면 이와 비슷한 사과를 몇 번 더 받으면 한국은 국가로서 기능을 더 이상 하지 못하게 될 것이다’라고 비판하였다.[71]

- LA 타임스 만평을 통해 비판하였다.[72]

- 노아 펠드먼 미 하버드대 법대 교수는‘한국 위안부 할머니들에게 정의롭지 못한 사죄’라는 제목의 기고문에서“위안부 할머니들에 대한 일본군의 범죄는 자동차 사고와 완전히 다르다”“돈을 주고 사과를 했다는 이유로 침묵을 약속한다는 것은 부적절하다”“한국 정부가 더 이상 위안부 문제를 거론하지 않겠다는 약속을 가해자인 일본 측에 해주는 조건으로 할머니들이 어떤 배상을 받을 수 있다는 합의를 해준 것은 분명 (도덕적으로) 잘못된 일로 느껴진다”“피해자가 가해자에게 잘못을 지적하는 권리마저 합의에 종속된다는 점도 부당하다.”라고 비판하였다.[73]

- 미국에서 활동하는 위안부 관련 비정부기구(NGO)인 ‘아시아 폴리시 포인트’관계자도 “한일 정부간 합의는 여성 인권과 역사적 책임규명에 있어 일보 후퇴한 것”이라며 “위안부 피해 여성들과 사전 의견 교류가 이뤄지지 않았다는 사실이 두렵다”고 밝혔다. 합의를 하는 과정에 우리 정부가 위안부 할머니들을 참여시키지 않아 ‘피해자의 권리’가 누락됐다는 점, 그리고 이로 인해 향후 사후대책을 이어가는 데 있어 한국 정부의 난관이 만만치 않을 것이란 점에 대한 지적이다. 미국의 동북아시아 전문가인 데니스 핼핀 존스홉킨스대 한미연구소 연구원은 “한국 정부가 미리 위안부 할머니들과 상의하지 않고 합의를 진행했다는 소식은 충격적이다”라며 “한국의 큰 실수이며 ‘소 잃고 외양간 고치는’우를 범하게 될 것”이라고 비판했다.[74]

- 마이크 혼다 하원의원은 29일 성명을 통해 “일본이 더 이상 역사 수정을 시도하지 않고 미래 세대에게 위안부 문제를 제대로 교육하겠다는 약속이 빠져 있다는 점이 매우 실망스럽다”고 비판했다.[75]

- 뉴욕 타임스(NYT)는 29일 “위안부 문제 합의의 역풍이 아베 신조 일본 총리보다 박근혜 한국 대통령에게 더욱 거세게 몰아칠 것”이라며 부실한 합의 과정을 조목조목 따졌다. 신문은 법적 혹은 도덕적 책임이 흐릿하게 담긴 합의에 피해자 할머니들의 반발이 거세다는 점을 거론했다. “한일 양국이 합의한 10억엔(830만 달러)의 기금이 46명의 생존 위안부 할머니 1인 당 18만달러에 불과해 모욕으로 느껴질 정도이다”고도 했다. 이성윤 미 터프츠대 플레처 외교전문대학원 교수는 NYT에 “미국에서 커피를 쏟아서 데였을 경우 소송을 통해 받게 되는 액수를 생각한다면 일본의 기금 제안 액수가 얼마나 인색한지 알 수 있다”라며 “조직적이고 광범위하게 이뤄진 반인륜적 범죄의 희생자들에게 훨씬 많은 배상이 이뤄져야 했다”고 말했다.[76]

- 유엔 인권이사회에서 위안부 문제에 관해 특별히 임명한 전문가들은 한일 정부 간 합의가 생존자들의 요구에 못 미친다고 비판했다. 소녀상은 역사적 사실과 정의를 상징한다며 한국 정부가 혹시라도 소녀상을 없앨지 깊이 우려된다는 입장도 밝혔다. 일본 정부에 대해서도 책임을 분명히 인정할 것과 공식 사과, 충분한 보상도 거듭 촉구했다.[77]

- 유엔의 자이드 라아드 후세인 유엔 인권최고대표는 3월 10일 제네바의 유엔 유럽 본부에서 열리고 있는 유엔 인권 이사회에서 구 일본군 위안부 문제에 관한 일본과 한국의 위안부 합의에 대해 유엔 인권 관계자뿐 아니라 “전 위안부 여성 본인들로부터 의문의 목소리가 일고 있다는 점은 매우 중대하다” 비판했다.[78] 자이드 대표는 위안부 피해자들을 “제2차 세계대전 당시 일본군의 성노예 생존 여성”이라고 규정하고 위안부 문제가 일본 정부의 전쟁범죄이자 국가범죄임을 환기시켰으며 이어 “합의와 관련해 여러 유엔 인권 조직들, 무엇보다 생존 당사자들이 문제 제기를 하고 있다”고 지적했다. 자이드 대표는 “관련 당국자들이 이 용감하고 위엄있는 여성들한테 다가가는 것이 근본적으로 중요하다”며 “궁극적으로 오직 그들만이 진정한 보상을 받았는지를 판단할 수 있다”고 강조했다.[79]

- 유엔 여성차별 철폐위원회(CEDAW)는 공식 보고서를 통해 일본의 사과와 배상을 촉구하면서 한일 합의의 문제점을 지적하였다. 이스마트 자한 UN 여성차별철폐위 위원은 "우리는 한일 간 합의가 위안부 여성 문제를 다루면서 피해자 입장을 충분히 고려하지 않았다고 느꼈다."라며 비판했다.[80]

- 유엔 인권이사회 특별절차(Special procedures) 중 하나인 ‘법률과 현실의 여성차별 문제에 관한 실무그룹’의 엘레오노라 지엘린스카 수석보고관 등 3명은 11일(현지시간) ‘위안부 피해 여성들에 대한 대망의 사과는 아직 오지 않았다’는 제목의 성명을 내 위안부 협상을 비판하였다. 이들은 성명에서 “과거 일본 정부와 군부의 명백한 책임을 인정하는 분명하고 공식적인 사과와 적절한 배상이 진실과 정의를 지킬 수 있으며, 피해자들을 보호할 수 있다”면서 “한일 ‘위안부’ 합의는 피해 생존자들의 요구를 충족시키지 못한다”고 지적했다. 이들은 “한일 양국이 소녀상 철거를 고려하기로 했다”며 “한국 정부가 역사 문제와 일본군 ‘위안부’라는 과거의 유산 뿐 아니라 소녀상마저 제거할 수 있다는 데 대해 깊이 우려하고 있다”고 밝혔다. 또한 “이번 합의가 있기까지 피해자들을 20년 이상 대표해온 단체(정대협)와 적절한 협의 과정이 없었다”면서 “이는 진실과 정의를 찾으려고 했던 수십년 간의 노력을 훼손하고, 생존자들을 고통에 빠뜨렸다”고 비판했다. 그러면서 “전쟁 무기로 사용된 여성과 소녀들에 대한 성적 또는 기타 다른 폭력을 비난하고, 여성 피해자들의 보상받을 권리를 옹호함으로 인해 (누구도) 처벌받지 않는 상황을 종식시키는 것이 국가의 책임”이라고 강조했다.[81]

- 역사학연구회·일본역사학협회 등 일본의 역사연구 관련 단체 15곳은 도쿄 중의원 제1의원회관에서 발표한 연대 성명에서 “(한·일 정부는) 위안부 피해자들의 명예와 존엄이라는 인권과 깊이 관련된 문제에서 당사자를 방치한 채 타결을 도모했다”며 “정부 간에 일방적으로 ‘해결’을 선언하고 이후의 논의를 봉쇄하는 듯한 수법으로는 위안부 문제의 근본적 해결은 없다”고 비판했다.[82]

- 일본군 위안부 피해자를 만난 두브라브카 시모노비치 유엔 여성 대상 범죄 특별보고관이 “(한국과 일본) 양국의 (위안부 문제 관련 합의) 발표는 여성차별철폐위원회 등 인권기구의 권고와 원칙을 고려하지 않은 것으로 보인다”고 말했다. 그는 “피해자 중심의 접근이 중요한데 한·일 양국의 합의는 문제가 있어 보인다”며 “양국의 발표는 여성차별철폐위원회 등 인권기구의 권고와 원칙을 고려하지 않은 것으로 보이고 할머니들을 지지하고 협조할 수 있도록 노력하겠다”고 말했다.[83]

- 타이완의 일본군 위안부 지원단체는 위안부 협상을 비판했다. "전 위안부의 요구를 고려하지 않은 정치역학의 결과"라고 비판했다.[84]

- 독일 뮌헨의 활동가들과 시민들은 위안부 협상을 비판했다. '2015년 12월18일 한-일 정부 합의는 무효다', '일본은 역사책에 위안부 문제를 담으라', '2차 세계대전이 끝나고도 70년 동안 사과하지 않는 일본이 부끄럽다' 등의 문구가 적힌 손팻말을 들고 협상과 일본을 비판하는 활동을 하였다.[85]

- 마에다 아키라 일본 도쿄 조케이대 교수가 엮은 <한일 '위안부' 합의의 민낯> 책은 '12.28합의'에 대해 "어리석음을 되풀이한다"고 지적했다. 그리고 "한국뿐만 아니라 동아시아 각국의 피해여성이 사반세기 동안 호소해온 목소리에 귀기울이지 않고, 한일 양국 정부의 상황-한.미.일 군사동맹의 이해관계-에 따른 것이라는 의혹이 강하다"고 진단했다. 심지어 한국정부를 향해 "일본정부의 압력에 굴복해 인간의 존엄을 회복하고자 하는 자국민의 목소리를 봉쇄하려는 것일까"라고 꼬집었다.[86]

## 같이 보기
- 위안부
- 평화의 소녀상
- 한일기본조약(1965년)
- 태프트-가쓰라 밀약(TKSA)
- 화해·치유재단